# Theo Lucius
Theodorus Martinus Maria Lucius (* 19. Dezember 1976 in Veghel) ist ein niederländischer Fußballspieler. Er ist momentan vereinslos (zuvor Feyenoord Rotterdam).

## Karriere

### Im Verein
Seine Karriere begann er im Jahr 1996 beim FC Den Bosch. 1998 wechselte er zur PSV Eindhoven. 1999 ging er auf Leihbasis für eine Saison zum FC Utrecht. Anschließend spielte er bis 2006 bei der PSV. Anschließend folgten Stationen bei Feyenoord Rotterdam, den FC Groningen, FC Den Bosch, den FC Eindhoven, RKC Waalwijk und FC Eindhoven. Mit Beginn der Saison 2012/2013 beendete er seine Profi-Karriere und wechselte zum Amateurverein Kozakken Boys. Im Februar 2014 löste er seinen Vertrag mit den Kozakken Boys auf und ging zum VV Sliedrecht.

### International
Für die niederländische Nationalmannschaft stand er drei Mal auf dem Feld.

### Titel
- Niederländischer Meister (4): 2000/01, 2002/03, 2004/05, 2005/06
- Niederländischer Pokalsieger (2): 2005, 2008